# Кристијан Барнард
Кристијан Н. Барнард (енгл. Christiaan N. Barnard; Бифорт Вест, 8. новембар 1922 — Пафос, 2. септембар 2001) је био јужноафрички кардиохирург који је извео прву успјешну трансплантацију срца.

## Прва успјешна трансплантација срца
Након прве успјешне трансплантације бубрега 1953, у САД, Барнард је извео прву трансплантацију бубрега у Јужноафричкој Републици у октобру 1967. Барнард је неколико година експериментисао са трансплантацијама срца на животињама. Трансплантирано срце је добило више од 50 паса. Захваљујући помацима које су направили пионири, међу њима и Норман Шамвеј, неколико хируршких тимова је било у позицији да припреми прву трансплантацију срца. Бернард је имао пацијента који је био спреман да се подвргне процедури, али му је био потребан одговарајући донор.
Извео је прву трансплантацију срца на свијету 3. децембра 1967, уз асистенцију свог брата Маријуса Бернарда, а операција је трајала 9 сати и у њој је учествовало 30 људи. Пацијент је био Луис Вашкански, 54-годишњи продавац, који је боловао од дијабетеса и неизљечиве срчане болести. Бернард је касније написао: „Човјеку који умире није тешко донијети тешку одлуку јер зна да је на крају. Ако вас лав јури ка обали на којој су крокодили, ви ћете скочити у воду, увјерени да имате шансу да препливате на другу страну.“ Донор је била млада Дениз Дарвал, којој је мозак оштећен у несрећи 2. децембра 1967, док је прелазила улицу у Кејптауну. Након што му је њен отац дозволио да искористи кћеркино срце, Бернард је извршио трансплантацију.
Барнард је постао међународна звијезда преко ноћи и био прослављен широм свијета због својих достигнућа те је уживао медијску пажњу након операције. Наставио је да врши трансплантације срца. Након трансплантације која је извршена 2. јануара 1968. пацијент Филип Блајберг је проживио 19 мјесеци. Дороти Фишер је добила срце 1969, и постала први црни прималац. Живјела је 12 година и шест мјесеци након трансплантације. Дирк ван Зил који је добио срце 1971. је пацијент који је најдуже поживио са новим мишићем, преко 23 године.

## Смрт
Кристијан Барнард умро је септембра 2001, док је био на одмору у Пафосу, на Кипру. Први извјештаји су показивали да је умро од срчаног удара, али је аутопсија показала да је умро од озбиљног напада астме.